# Jobst di Moravia
Jošt Lucemburský italianizzato in Jobst (o Jodok o Jodokus) di Moravia. In Francia è noto come Josse de Luxembourg (1351 circa – Brno, 18 gennaio 1411) fu margravio di Moravia dal 1375 alla morte, margravio di Brandeburgo dal 1388 alla morte, duca di Lussemburgo dal 1388 al 1402 e dal 1407 alla morte, e re dei Romani dal 1410 alla morte.

## Origine
Jodokus, secondo il Francisci Chronikon Pragense item Benessii de Weitmil Chronicon ecclesiae, era il figlio maschio primogenito del Margravio di Moravia Giovanni Enrico di Lussemburgo e della seconda moglie,  Margherita di Troppau, figlia, sempre secondo il Francisci Chronikon Pragense item Benessii de Weitmil Chronicon ecclesiae, del duca di Opava Nicola.
Giovanni Enrico di Lussemburgo, sia secondo il Francisci Chronikon Pragense item Benessii de Weitmil Chronicon ecclesiae che la Histoire ecclésiastique et civile du duché de Luxembourg et comté ..., Volume 6, era il figlio maschio secondogenito del Re di Boemia e Conte di Lussemburgo Giovanni I e della prima moglie, Elisabetta di Boemia, che, ancora secondo il Francisci Chronikon Pragense item Benessii de Weitmil Chronicon ecclesiae, era figlia del re di Boemia, re di Polonia e Duca di Cracovia, Venceslao II e della prima moglie Giuditta d'Asburgo (1271–1297), figlia di Rodolfo I d'Asburgo e di Gertrude di Hohenberg.
Era nipote del Re dei Romani, Imperatore del Sacro Romano Impero, Re di Boemia, Conte di Lussemburgo e Margravio del Brandenburgo, Carlo IV (fratello maggiore del padre di Jobst, Giovanni Enrico).

## Biografia

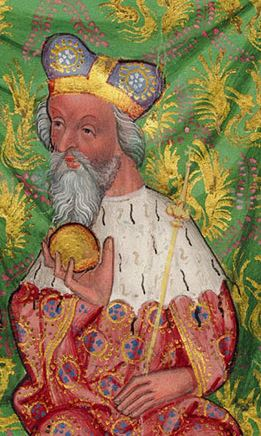
Jobst di Lussemburgo, Marchese di Moravia e Brandeburgo

Alla morte del padre Giovanni Enrico, nel 1375, gli succedette come margravio di Moravia, col beneplacito della zio, Carlo IV.
Alla morte di Carlo IV, nel novembre del 1378, mentre il figlio primogenito, Venceslao, assunse il governo del Sacro Romano Impero, affidatogli dal padre sul letto di morte, ed il marchesato di Brandeburgo, passava al figlio secondogenito, Sigismondo, Jobst fu confermato margravio di Moravia insieme al fratello Procopio.
Suo zio, Venceslao, Duca di Lussemburgo, morì (alcune indiscrezioni dicono di lebbra), nel 1383, a Lussemburgo, e gli succedette il nipote, Venceslao come Venceslao II di Lussemburgo.
Essendo a corto di denaro, nel 1388, suo cugino, Venceslao cedette, per una cifra di cui non si conosce l'ammontare, il ducato di Lussemburgo e la contea di Chiny a Jobst.
In seguito a lotte di potere interne alla casata dei Lussemburgo, Jobst di Moravia cospirò con Sigismondo di Lussemburgo (dal 1387 incoronato re d'Ungheria), un consistente gruppo di armati, nel 1394, catturò Venceslao nella su residenza di campagna nei pressi di Praga e fatto prigioniero dai Baroni di Boemia. Fu trasferito in un castello in Austria; dopo circa tre mesi il fratello, Giovanni di Görlitz, lo liberò con la forza ed i feudatari in cambio della liberazione pretesero parecchie concessioni che Venceslao, pur dichiarandone l'accettazione, non era disposto a rispettare, e infatti, non appena venne liberato, continuò a perseguire una politica antifeudale; secondo la Histoire ecclésiastique et civile du duché de Luxembourg et comté ..., Volume 7, Venceslao fu aiutato nella fuga da una donna, che compensò con cento scudi d'oro.
Per appianare le controversie i nobili si appellarono la fratello di Venceslao, Sigismondo di Lussemburgo (Giovanni di Görlitz era morto) e a Jobst di Moravia, che, nel 1396, stabilirono che Venceslao fosse affiancato da un consiglio di nobili e vescovi di Boemia e Moravia, senza la cui approvazione il re non poteva prendere alcuna decisione.
Venceslao venne deposto come re dei Romani il 20 agosto 1400 e re dei romani fu eletto Roberto di Baviera, solo dagli elettori del Reno e fu incoronato a Colonia il 6 gennaio 1401; secondo Joachim Leuschner, nel suo Germany in the late Middle Ages (non consultato) fu deposto anche perché non seppe intervenire adeguatamente per risolvere lo Scisma d'Occidente e per aver concesso troppo al Visconti.
I nobili Boemi si ribellarono e si allearono con Roberto di Baviera e con Jobst di Moravia, e, nel 1401, assediarono Praga, ottenendo un trattato che istituiva un comitato di reggenza, che doveva affiancare Venceslao; l'anno dopo i poteri del comitato furono trasferiti al fratello Sigismondo, che dopo alcuni contrasti lo fece rinchiudere nel castello di Praga e poi lo fece trasferire a Vienna, sotto la protezione dei duchi d'Austria.
Nel 1403, Venceslao riuscì a fuggire da Vienna e fece rientro in Boemia dove i suoi sostenitori lo rimisero sul trono; in questa occasione Jobst approvò che Venceslao fosse rimesso sul trono.
Nel 1402, frattanto Jobst aveva ceduto a Luigi d'Orléans, fratello minore del re di Francia, Carlo VI, il ducato di Lussemburgo, per la cifra di 56.337 scudi d'oro (pare la stessa cifra che Jobst aveva versato a Venceslao).
Dopo che nel novembre del 1407, Luigi d'Orléans era stato assassinato a Parigi, Jobst riprese il governo ed il titolo di duca di Lussemburgo.
Alla morte del re dei Romani, Roberto di Baviera, nel 1410, Jobst contese il trono al cugino Sigismondo, e con l'appoggio di Venceslao, riuscì a farsi eleggere, superando Ludovico III del Palatinato e Sigismondo, che poi venne eletto a'unanimità dopo la morte di Jobst, nel 1411.
Jobst fu re dei Romani per poco più di tre mesi: infatti morì a Brno, a sessant'anni e fu inumato in quella stessa città. Dato che non aveva discendenti, i suoi titoli passarono al cugino Sigismondo, ad eccezione del Lussemburgo che andò alla cugina, Elisabetta, figlia di Giovanni di Görlitz. 
Il medievalista tedesco Bernd Schneidmüller inserisce anche Jobst nella sua lista dei "re-conti", gli imperatori o re dei Romani dei secoli XIV e XV anteriori al definitivo passaggio del titolo imperiale alla Casa d'Asburgo.

## Matrimoni e discendenza
Nel 1372 Jobst aveva sposato Elisabetta di Opole, figlia del duca di Opole, Ladislao II e della moglie, Eufemia di Masovia.  Da Elisabetta, Jobst non ebbe figli.
Rimasto vedovo, nel 1374, si sposò in seconde nozze con la zia di Elisabetta, Agnese di Opole, figlia del duca di Opole, Bolko II e della moglie, Elisabetta di Świdnica. Jobst non ebbe figli neanche da Agnese.

## Ascendenza
|                                |                  |                        | Genitori                           |  |  | Nonni |  |  | Bisnonni                  |  |  | Trisnonni                |  |
|                                |                  |                        |                                    |  |  |       |  |  | Enrico VII di Lussemburgo |  |  | Enrico VI di Lussemburgo |  |
|                                |                  |                        |                                    |  |  |       |  |  | Enrico VII di Lussemburgo |  |  | Enrico VI di Lussemburgo |  |
|                                |                  | Beatrice d'Avesnes     |                                    |  |  |       |  |  | Enrico VII di Lussemburgo |  |  |                          |  |
| Giovanni I di Boemia           |                  |                        |                                    |  |  |       |  |  | Enrico VII di Lussemburgo |  |  |                          |  |
|                                |                  | Margherita di Brabante | Giovanni I di Brabante             |  |  |       |  |  |                           |  |  |                          |  |
|                                |                  | Margherita di Brabante | Giovanni I di Brabante             |  |  |       |  |  |                           |  |  |                          |  |
|                                |                  | Margherita di Brabante | Margherita di Dampierre            |  |  |       |  |  |                           |  |  |                          |  |
| Giovanni Enrico di Lussemburgo |                  | Margherita di Brabante |                                    |  |  |       |  |  |                           |  |  |                          |  |
|                                |                  | Venceslao II di Boemia | Ottocaro II di Boemia              |  |  |       |  |  |                           |  |  |                          |  |
|                                |                  | Venceslao II di Boemia | Ottocaro II di Boemia              |  |  |       |  |  |                           |  |  |                          |  |
|                                |                  | Venceslao II di Boemia | Cunegonda di Slavonia              |  |  |       |  |  |                           |  |  |                          |  |
| Elisabetta di Boemia           |                  | Venceslao II di Boemia |                                    |  |  |       |  |  |                           |  |  |                          |  |
|                                |                  | Guta d'Asburgo         | Rostislav Michajlovič              |  |  |       |  |  |                           |  |  |                          |  |
|                                |                  | Guta d'Asburgo         | Rostislav Michajlovič              |  |  |       |  |  |                           |  |  |                          |  |
|                                |                  | Guta d'Asburgo         | Anna d'Ungheria, duchessa di Macsó |  |  |       |  |  |                           |  |  |                          |  |
| Jobst di Moravia               |                  | Guta d'Asburgo         |                                    |  |  |       |  |  |                           |  |  |                          |  |
|                                | Nicola I d'Opava | Ottocaro II di Boemia  |                                    |  |  |       |  |  |                           |  |  |                          |  |
|                                | Nicola I d'Opava | Ottocaro II di Boemia  |                                    |  |  |       |  |  |                           |  |  |                          |  |
|                                | Nicola I d'Opava | Agnese di Kuenring     |                                    |  |  |       |  |  |                           |  |  |                          |  |
| Nicola II d'Opava              | Nicola I d'Opava |                        |                                    |  |  |       |  |  |                           |  |  |                          |  |
|                                |                  | Adelaide d'Asburgo     | ?                                  |  |  |       |  |  |                           |  |  |                          |  |
|                                |                  | Adelaide d'Asburgo     | ?                                  |  |  |       |  |  |                           |  |  |                          |  |
|                                |                  | Adelaide d'Asburgo     | ?                                  |  |  |       |  |  |                           |  |  |                          |  |
| Margherita di Troppau          |                  | Adelaide d'Asburgo     |                                    |  |  |       |  |  |                           |  |  |                          |  |
|                                |                  | Przemyslaw de Racibórz | Ladislao I di Opole                |  |  |       |  |  |                           |  |  |                          |  |
|                                |                  | Przemyslaw de Racibórz | Ladislao I di Opole                |  |  |       |  |  |                           |  |  |                          |  |
|                                |                  | Przemyslaw de Racibórz | Eufemia Odonic                     |  |  |       |  |  |                           |  |  |                          |  |
| Anna di Racibórz               |                  | Przemyslaw de Racibórz |                                    |  |  |       |  |  |                           |  |  |                          |  |
|                                |                  | Anna di Masovia        | Corrado II di Masovia              |  |  |       |  |  |                           |  |  |                          |  |
|                                |                  | Anna di Masovia        | Corrado II di Masovia              |  |  |       |  |  |                           |  |  |                          |  |
|                                |                  | Anna di Masovia        | Edwige                             |  |  |       |  |  |                           |  |  |                          |  |
|                                |                  | Anna di Masovia        |                                    |  |  |       |  |  |                           |  |  |                          |  |

## Nella cultura di massa
Compare nel videogioco Kingdom Come: Deliverance.

### Letteratura storiografica
- Romolo Caggese, "Italia, 1313 - 1414", cap. VII, vol. VI (Declino dell'impero e del papato e sviluppo degli stati nazionali) della Storia del Mondo Medievale, 1999, pp. 297–331.
- W.T.Waugh, "Germania: Carlo IV", cap. X, vol. VI(Declino dell'impero e del papato e sviluppo degli stati nazionali) della Storia del Mondo Medievale, 1999, pp. 401–422.
- A. Coville, "Francia, armagnacchi e borgognoni (1380 - 1422)", cap. XVII, vol. VI (Declino dell'impero e del papato e sviluppo degli stati nazionali) della Storia del Mondo Medievale, 1999, pp. 642–672.
- Kamil Krofta, "La Boemia nel XIV secolo", cap. III, vol. VII (L'autunno del Medioevo e la nascita del mondo moderno) della Storia del Mondo Medievale, 1999, pp. 83–116.
- Kamil Krofta, "Giovanni Hus", cap. IV, vol. VII (L'autunno del Medioevo e la nascita del mondo moderno) della Storia del Mondo Medievale, 1999, pp. 116–141.
- R.G.D.Laffan, "L'impero nel XV secolo", cap. VI, vol. VII (L'autunno del Medioevo e la nascita del mondo moderno) della Storia del Mondo Medievale, 1999, pp. 198–245.
- Henry Pirenne, "I Paesi Bassi", cap. XII, vol. VII (L'autunno del Medioevo e la nascita del mondo moderno) della Storia del Mondo Medievale, 1999, pp. 411–444.
- (FR)  Histoire ecclésiastique et civile du duché de Luxembourg et comté ..., Volume 6.
- (FR)  #ES Histoire ecclésiastique et civile du duché de Luxembourg et comté ..., Volume 7.
- (FR)  Trophees tant sacres que profanes de la duché de Brabant ..., Volume 1.